# فورزا موتور اسپورت ۳
فورزا موتو راسپورت ۳ (به انگلیسی: Forza Motorsport 3) یک بازی ویدئویی به سبک شبیه‌سازی مسابقه است که توسط ترن ۱۰ استودیوز توسعه یافته و به‌وسیله استودیو مایکروسافت در اکتبر ۲۰۰۹، و به طور انحصاری برای کنسول اکس‌باکس ۳۶۰ منتشر شده‌است. این بازی دنبالهٔ فورزا موتور اسپورت ۲، و سومین قسمت از مجموعه بازی‌های فورزا به‌شمار می‌رود. بازی دارای بیش از ۴۰۰ خودرو قابل سفارشی‌سازی (بیش از ۵۰۰ خودرو در نسخه آلتیمت کولکشن) از ۵۰ شرکت تولید کننده و بیش از ۱۰۰ میدان مسابقه مختلف با قابلیت مسابقه تا هشت خودرو در طول مسیر و در آن واحد است. بر طبق بازبینی جمعی وبگاه متاکریتیک، فورزا موتوراسپورت ۳ همانند پیشینیان خودش با واکنش‌های بسیار خوبی همراه بود و دارای میانگین امتیاز ۹۲ از ۱۰۰ است.